# Восточный Токантинс

Восточный Токантинс на карте.

Восточный Токантинс (порт. Mesorregião Oriental do Tocantins) — административно-статистический мезорегион в Бразилии, входит в штат Токантинс. Население составляет 512 859 человека на 2010 год. Занимает площадь 121 885,914 км². Плотность населения — 4,21 чел./км².

## Демография
Согласно сведениям, собранным в ходе переписи 2010 г. Национальным институтом географии и статистики (IBGE), население мезорегиона составляет:
| Полное население                            | Полное население                            | Полное население                            | Полное население                            | 512 859 |
| ------------------------------------------- | ------------------------------------------- | ------------------------------------------- | ------------------------------------------- | ------- |
| в том числе:                                | Городское население                         | 419 896                                     | Процент городского населения, %             | 81,87   |
|                                             | Сельское население                          | 92 963                                      | Процент сельского населения, %              | 18,13   |
|                                             | Мужское население                           | 260 286                                     | Процент мужского населения, %               | 50,75   |
|                                             | Женское население                           | 252 573                                     | Процент женского населения, %               | 49,25   |
| Плотность населения, чел/км²                | Плотность населения, чел/км²                | Плотность населения, чел/км²                | Плотность населения, чел/км²                | 4,21    |
| Население мезорегиона в % к населению штата | Население мезорегиона в % к населению штата | Население мезорегиона в % к населению штата | Население мезорегиона в % к населению штата | 37,07   |

## Статистика
- Валовой внутренний продукт на 2003 составляет 1 512 394 481,00 реалов (данные: Бразильский институт географии и статистики).
- Валовой внутренний продукт на душу населения на 2003 составляет 3500,84 реалов (данные: Бразильский институт географии и статистики).
- Индекс развития человеческого потенциала на 2000 составляет 0,728 (данные: Программа развития ООН).

## Состав мезорегиона
В мезорегион входят следующие микрорегионы:
1. Дианополис
2. Жалапан
3. Порту-Насиунал